# Битва при Брустеме
Битва при Брустеме — состоявшееся в ходе второй Льежской войны 20 октября 1467 г. сражение между армиями герцогства Бургундия и восставшего населения княжества-епископства Льеж.

## Предыстория
В 1465 г. герцог Бургундии Филипп Добрый выиграл первую Льежскую войну против восставшего против князя-епископа Луи де Бурбона местного населения и заключил Сент-Трюйденский мир. Когда Филипп умер в 1467 г., жители Льежа снова восстали против ненавистного им епископа, который был вынужден бежать из города.
Льеж рассчитывал на обещанную военную поддержку короля Франции Людовика XI, который также находился в состоянии войны с новым бургундским герцогом Карлом Смелым. Карл собрал в Лёвене армию в 25 тыс. солдат и двинулся на Льеж.

## Сражение
Армия Льежа состояла из 12 тыс. пехоты и 500 кавалеристов под командованием Раеса ван Хирса, его жены Пентекоты д’Аркель и сеньора Кессениха Жана де Вильде.
Раес расположил свои войска в болотистой местности между Брустемом, Синт-Трюйденом и Ордингеном, пытаясь снизить эффект от бургундской артиллерии. Карл шел со стороны Сент-Трюйдена, где оставил несколько тысяч человек, в том числе 500 английских лучников, чтобы предотвратить вмешательство городского гарнизона.
28 октября Карл приказал своему авангарду под командованием сеньора Равенштейна Адольфа Клевского атаковать. Раес приказал своим войскам удерживать позиции и ждать прибытия подкрепления, но ополчение из Тонгерена все же контратаковало и отбросило войска Равенштейна, убив значительное количество лучников. Вторая линия бургундского войска была вооружена длинными двуручными мечами, и льежское ополчение было быстро остановлено и отброшено, что вскоре превратилось в бегство. Раес ван Хирс и французский посланник бейлиф Лиона Франсуа Руайе были одними из первых, кто бежал с поля боя.
Бургундцы убивали всех, кто попадался им в руки. Льеж потерял около 4 тыс. человек, остальную армию спасла только вечерняя тьма.

## Последствия
После битвы Карл двинулся на Льеж и 12 ноября заставил город сдаться.
Княжество-епископство Льеж стало бургундским протекторатом под руководством Ги де Амберкура, все города в графстве Лун были вынуждены разрушить укрепления.